# Die Philosophie im tragischen Zeitalter der Griechen
Die Philosophie im tragischen Zeitalter der Griechen ist ein unvollendetes Werk von Friedrich Nietzsche aus dem Jahre 1873. Es handelt sich um eine Zusammenstellung von Notizen, die als „Seitenstück“ für die 1872 veröffentlichte Geburt der Tragödie geplant und von Nietzsche für ein Gut zum Druck vorbereitet worden waren. Sie wurden jedoch zu Lebzeiten des Verfassers nicht veröffentlicht und erst in seinem Nachlass aufgefunden.
Das in der Nietzscheforschung übliche Sigel des Buches ist PhG.

## Inhalt und Entstehung
Das Werk enthält Ausführungen zu Thales, Anaximander, Heraklit, Parmenides und Anaxagoras, die im Allgemeinen als Vorsokratiker gelten, von Nietzsche jedoch Vorplatoniker genannt werden. Zwar werden in der Einleitung auch Demokrit, Empedokles und Sokrates erwähnt, die Schrift bricht jedoch nach den Ausführungen über Anaxagoras abrupt ab.
Neben den Vorplatonikern erwähnt Nietzsche im Zusammenhang mit griechischer Philosophie auch den Schriftsteller Jean Paul, den Philosophen Afrikan Spir, aus dessen Buch Denken und Wirklichkeit er im Abschnitt über Anaxagoras einen Einwand gegen Kant zitiert, sowie Arthur Schopenhauer, von dessen Hauptwerk Die Welt als Wille und Vorstellung er sich am Ende des Buches zu distanzieren beginnt.
Nietzsches Vorliebe für die griechische Philosophie war während seines Studiums bei Friedrich Ritschl in Leipzig erwacht. Als Professor für klassische Philologie an der Universität Basel las er mehrmals Platons Leben und Lehre sowie Die vorplatonischen Philosophen, eine Philosophengeschichte vor kulturhistorischem Hintergrund. Die entsprechenden Aufzeichnungen sollten die Grundlage für das Buch über die Vorplatoniker bilden. Nietzsche hatte Richard Wagner 1868 in Leipzig kennengelernt, besuchte ihn ab Mai 1869 regelmäßig in Tribschen und vergötterte ihn als „Abbild des großen Aischylos“. Seine Zusammenarbeit mit Wagner zwang nun Nietzsche, seine philologische Arbeit in den Dienst des Meisters zu stellen, d. h. in den Dienst einer Erneuerung der deutschen Kultur ausgehend vom Wagnerschen Kunstwerk. Um die Bedeutung des Philosophen innerhalb einer Kultur aufzuzeigen, schrieb Nietzsche sein Manuskript dreimal um, modifizierte auch das Vorwort und dachte es Wagner entweder als Geburtstagsgeschenk oder als Festschrift für das Jahr 1874 und Bayreuth zu übergeben. Als er es jedoch im April 1873 in Bayreuth Wagner vortrug, reagierte dieser mit Schweigen, da es offensichtlich nicht seinen Erwartungen entsprach.

## Ausgaben
- Friedrich Nietzsche: Sämtliche Werke. Kritische Studienausgabe (KSA), Bd. 1, 2., durchgesehene Auflage, Berlin 1988, S. 799–872.
- Friedrich Nietzsche: Die Philosophie im tragischen Zeitalter der Griechen. Reclam Taschenbuch, 1994. ISBN 978-3-15-007133-5.